# Cold (canción de Static-X)
«Cold» es el tercer sencillo del segundo disco de Static-X, Machine. Es una de las canciones de Static-X más conocidas y ha sido usada en la banda sonora de la película Queen of the Damned, para la cual se realizó una versión más corta con pequeñas alteraciones en la canción. Alcanzó el número 29 en el Billboard Mainstream Rock Tracks.

## Video musical
El vídeo de la canción está dirigido por Nathan "Karma" Cox y Joe Hahn de Linkin Park. Es un homenaje a la novela clásica de Richard Matheson Soy leyenda, de 1954.

## Lista de canciones
Sencillo en CD
1. «Cold» - 3:40
2. «Cold» (Mephisto Odyssey Remix) - 3:40
3. «This Is Not» (Directo) - 3:39
4. «Cold» (Vídeo)